# Sumuran
Sumuran is een bestuurslaag in het regentschap Tapanuli Selatan van de provincie Noord-Sumatra, Indonesië. Sumuran telt 1371 inwoners (volkstelling 2010).